# Henri Marie Ducrotay de Blainville
Henri Marie Ducrotay de Blainville (Arques, 12 de setembre de 1777 - 1 de maig de 1850) fou un zoòleg i anatomista francès.
L'any 1796 va anar a París a estudiar pintura, però en el fons el que li interessava era la història natural, cridà l'atenció de George Cuvier. L'any 1812 aquest l'ajudà a obtenir una càtedra d'anatomia i zoologia a la Facultat de Ciències de París. Amb el temps es produí un progressiu distanciament entre Blainville i Cuvier que acabà en enemistat oberta.
L'any 1825 Blainville fou admès com a membre de l'Acadèmia de Ciències Francesa; i l'any 1830 fou escollit per a succeir a Jean-Baptiste Lamarck a la càtedra d'història natural al museu. Dos anys més tard, a la mort de Cuvier, obtingué la d'anatomia comparada, que ocupà durant un període de divuit anys, sense desmerèixer el nivell que hi havia deixat el seu gran mestre. Fou trobat mort en un vagó de ferrocarril mentre viatjava entre Rouen i Caen.